# Bowlingtreff (Leipzig)

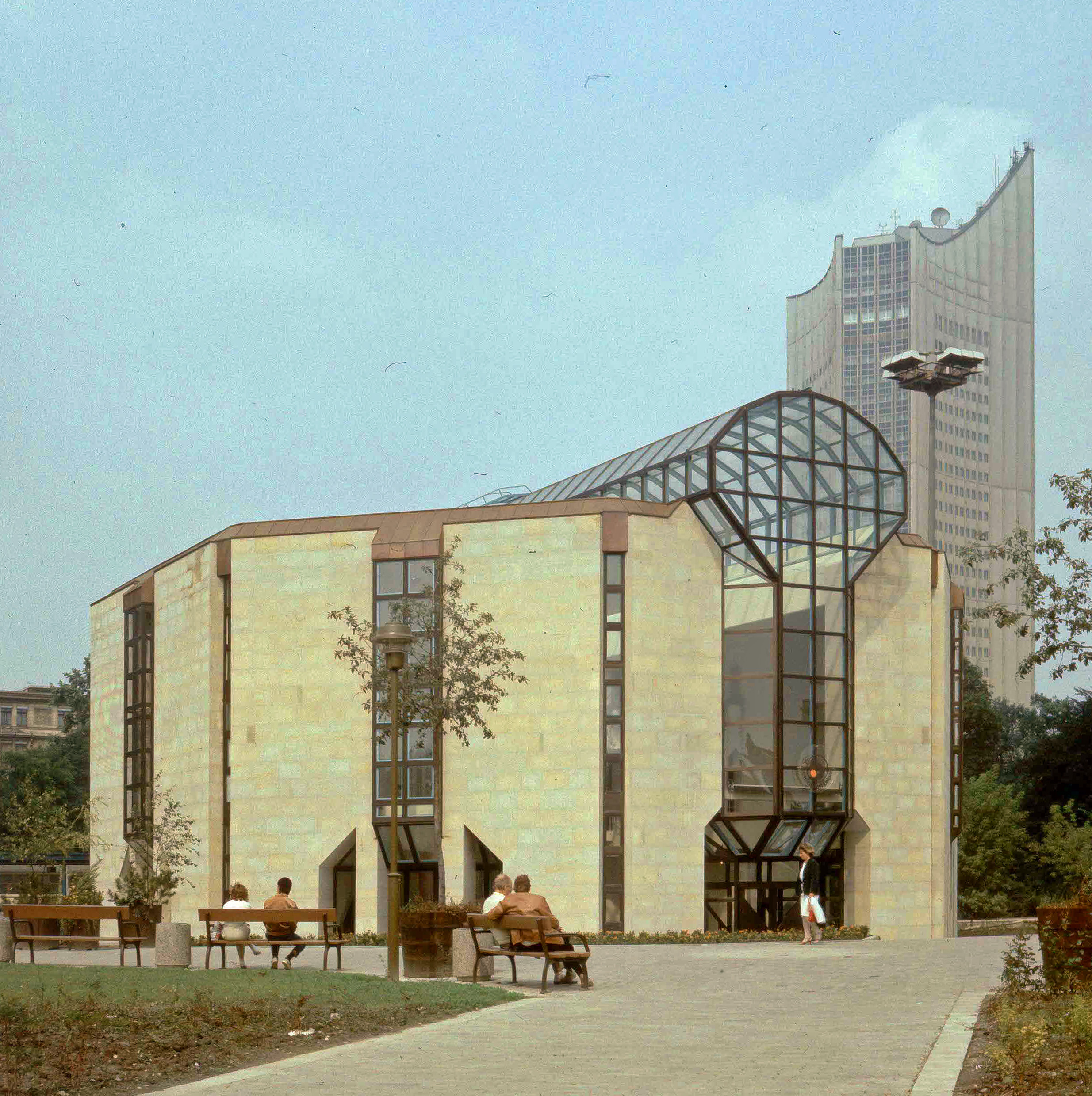
Eingangsbauwerk des Bowlingtreffs (1987)

Der Bowlingtreff in Leipzig war eine Sport- und Freizeitanlage. Sie wurde 1987 in einem ehemaligen elektrischen Umformwerk unter dem Nordteil des Wilhelm-Leuschner-Platzes errichtet und war bis 1997 in Betrieb. Die Anlage einschließlich des oberirdischen neuen Einlassbauwerks im Stil der Postmoderne steht als Zeugnis der späten DDR-Architektur unter Denkmalschutz.
Zukünftig soll der Komplex das Leipziger Naturkundemuseum beherbergen.

## Geschichte
In den Jahren 1925/1926 wurde am Roßplatz, südlich entlang des Promenadenrings, das unterirdische elektrische Umformwerk Mitte erbaut. Es diente der stabilen Gleichstromversorgung der Innenstadt einschließlich der Straßenbahn, wobei einkommende Spannungsschwankungen durch eine große Zahl von Akkumulatoren ausgeglichen wurden. Außer dem größeren Maschinensaal gab es deshalb den kleineren Akkumulatorensaal. Die Anlage wurde bis 1965 genutzt.
Bereits Mitte der 1970er Jahre wurden Pläne zur Nutzung der stillgelegten Anlage für ein Freizeitzentrum erarbeitet. Nach deren Scheitern wurde 1984 ein neuer Auftrag nunmehr für ein Bowlingzentrum erteilt, in dessen Verlauf im Januar 1985 ein interner Wettbewerb veranstaltet wurde. Diesen gewann Winfried Sziegoleit (1939–2021), dessen Entwurf auch realisiert wurde. Die Ausführungsprojektierung übernahm ein Kollektiv, dessen Leitung Volker Sieg (* 1937) innehatte. Im Juni 1986 begannen die Bauarbeiten, bei denen Leipziger Bürger 40.000 freiwillige unbezahlte Arbeitsstunden leisteten. Nach nur dreizehnmonatiger Bauzeit wurde der Bowlingtreff am 25. Juli 1987 termingerecht zum VIII. Turn- und Sportfest der DDR eröffnet. Da der Bau des Bowlingtreffs in keinen der Stadt übergeordneten Plänen bilanziert war und auch keine Genehmigung der Regierung vorlag, wird er mitunter auch als „Schwarzbau“ der Stadt bezeichnet.

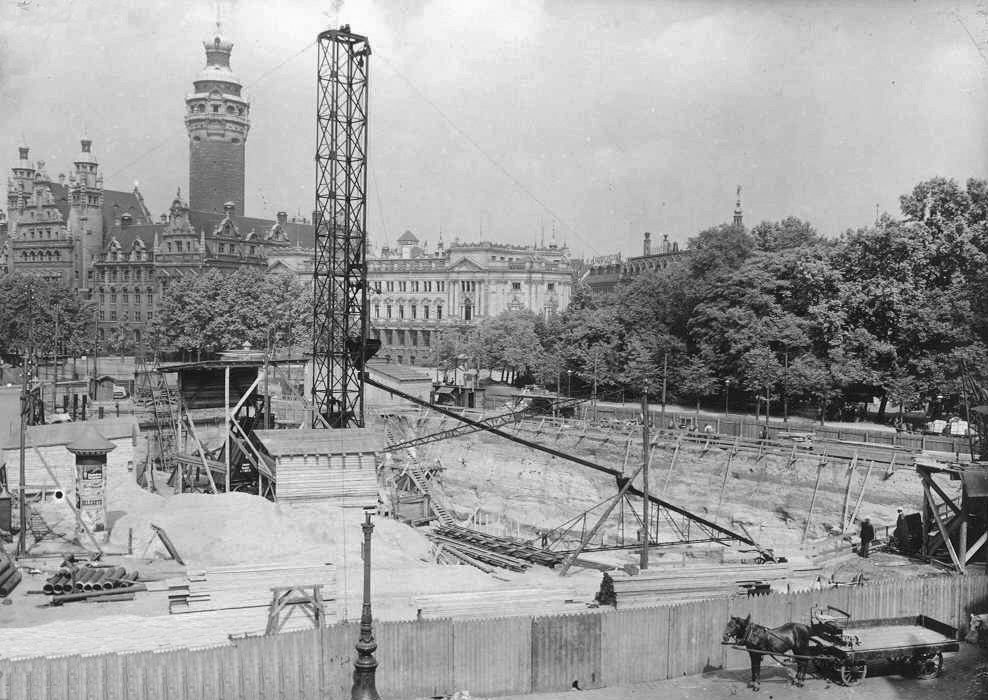
Baugrube des Umformwerks (1925)
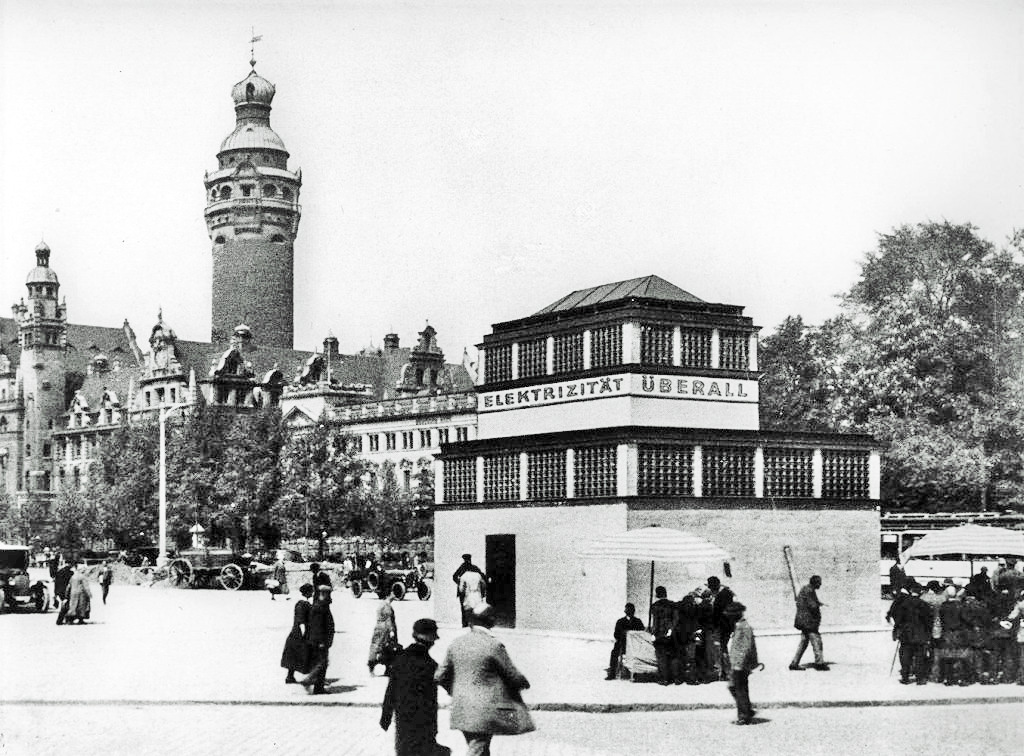
Zugang zum Umformwerk (um 1930)
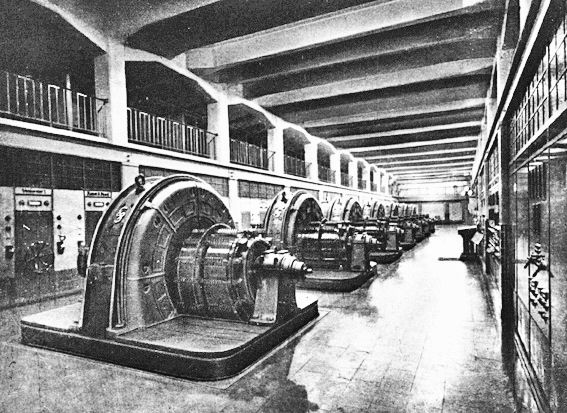
Maschinenhalle (um 1930)
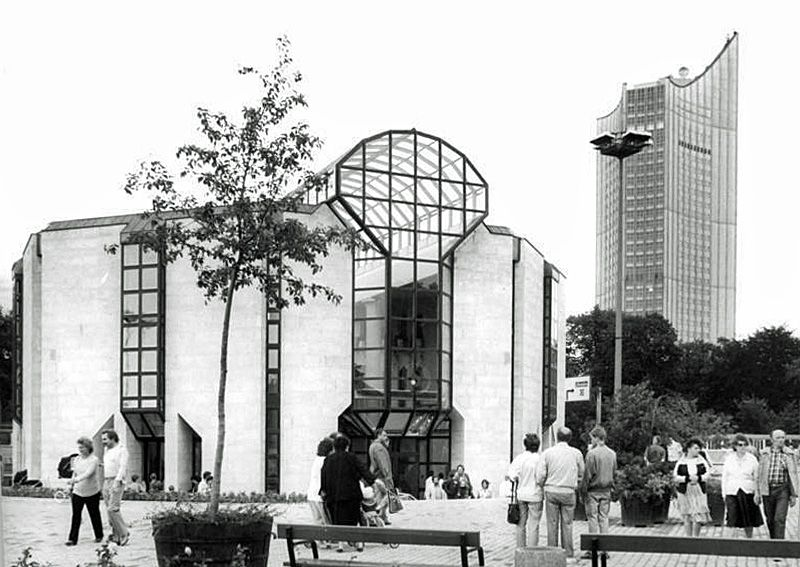
Bowlingtreff zur Eröffnung (1987)

Der Bowlingtreff wurde gut angenommen. Bei täglich 15-stündiger Öffnungszeit wurden im Mittel 2000 bis 2500 Gäste gezählt. 1997 wurde der Bowlingtreff aus komplexen Gründen geschlossen. Erst 2007 kam für eine Woche wieder Leben in das langsam verfallende Gebäude. Die HTWK veranstaltete ihre Jahresausstellung Architektur aus Anlass ihres 15-jährigen Bestehens unter dem Motto Bowling together!. 2009 wurde auf Anregung durch den Stiftungsrat der Kulturstiftung Leipzig ein Konzept zur Umnutzung des Bowlingtreffs zu einem kulturellen Zentrum erarbeitet, das nicht realisiert wurde, da die Stadt erwog, eine kommunale Einrichtung unterzubringen. 2014 kam erstmals die Idee auf, den denkmalgeschützten Bau als neuen Standort für das Naturkundemuseum in Betracht zu ziehen, die aber noch im gleichen Jahr wegen zu hoher Kosten verworfen und stattdessen eine Ausschreibung zum Verkauf in Gang gesetzt wurde. Das Naturkundemuseum sollte in der Halle 7 der ehemaligen Baumwollspinnerei in Lindenau untergebracht werden, was aber 2018 abgesagt wurde. Im Oktober 2020 bestätigte der Stadtrat, dass das Naturkundemuseum im ehemaligen Bowlingtreff eingerichtet werden soll.

## Beschreibung
Der Eingangsbau des Bowlingtreffs hat als Grundfläche ein leicht gestrecktes Achteck mit einer Seitenlänge von etwa zehn Meter. Damit soll es eine gewisse Reminiszenz an das bis 1943 östlich davon stehende ebenfalls polygonale Ausstellungs- und spätere Vergnügungszentrum Panorama sein, das etwa doppelt so groß war und sechzehn Seitenflächen hatte. Die durch Fensterelemente unterbrochenen Beton-Seitenflächen sind wie das Gewandhaus mit Cottaer Sandstein verkleidet. Die Mittelachse ist mit einem Glasdach überwölbt und erinnert so an die Leipziger Tradition der Passagen. Auf dem Platz vor dem Eingang steht eine Brunnenschale.

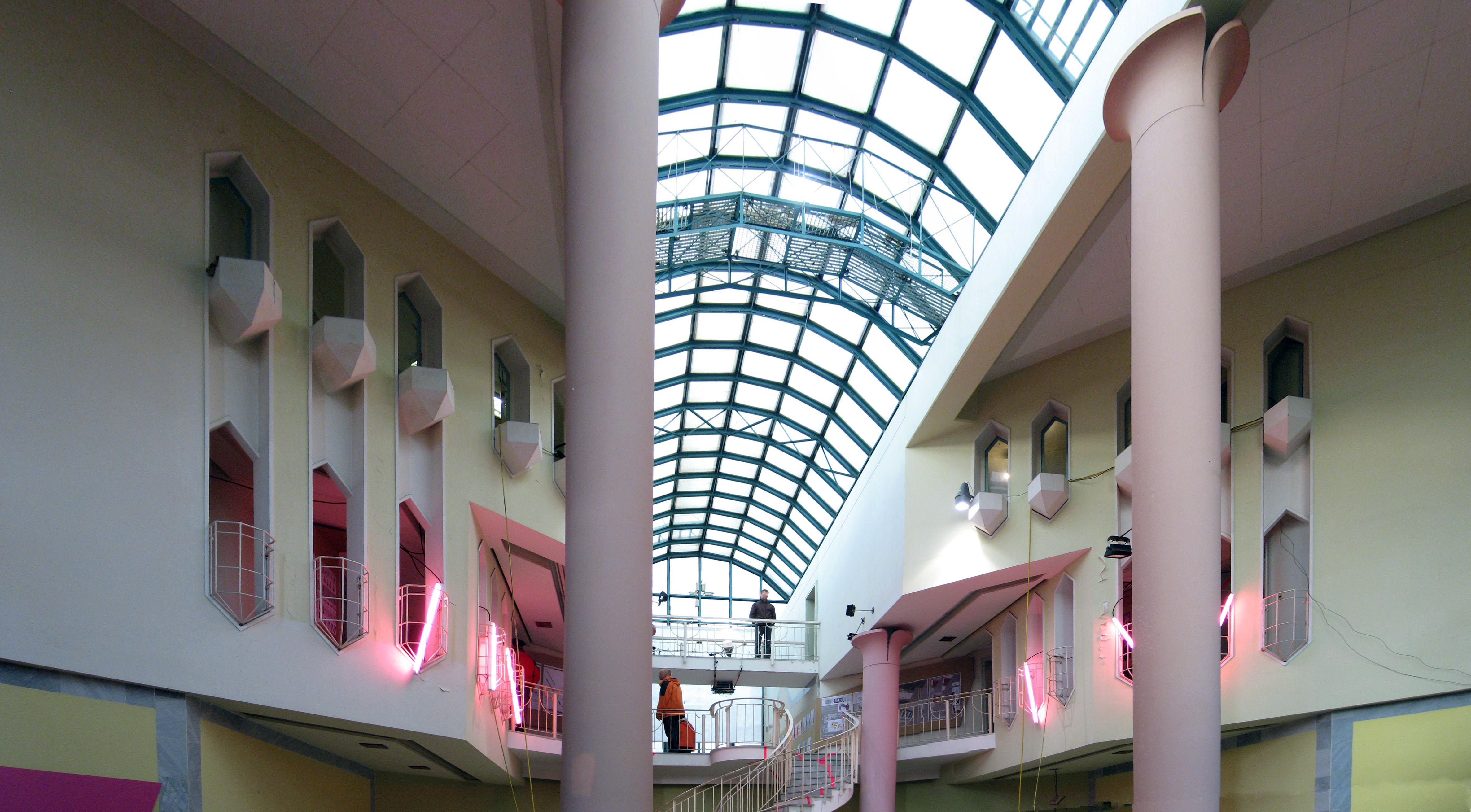
Eingangshalle von der Zwischenebene aus (2007)
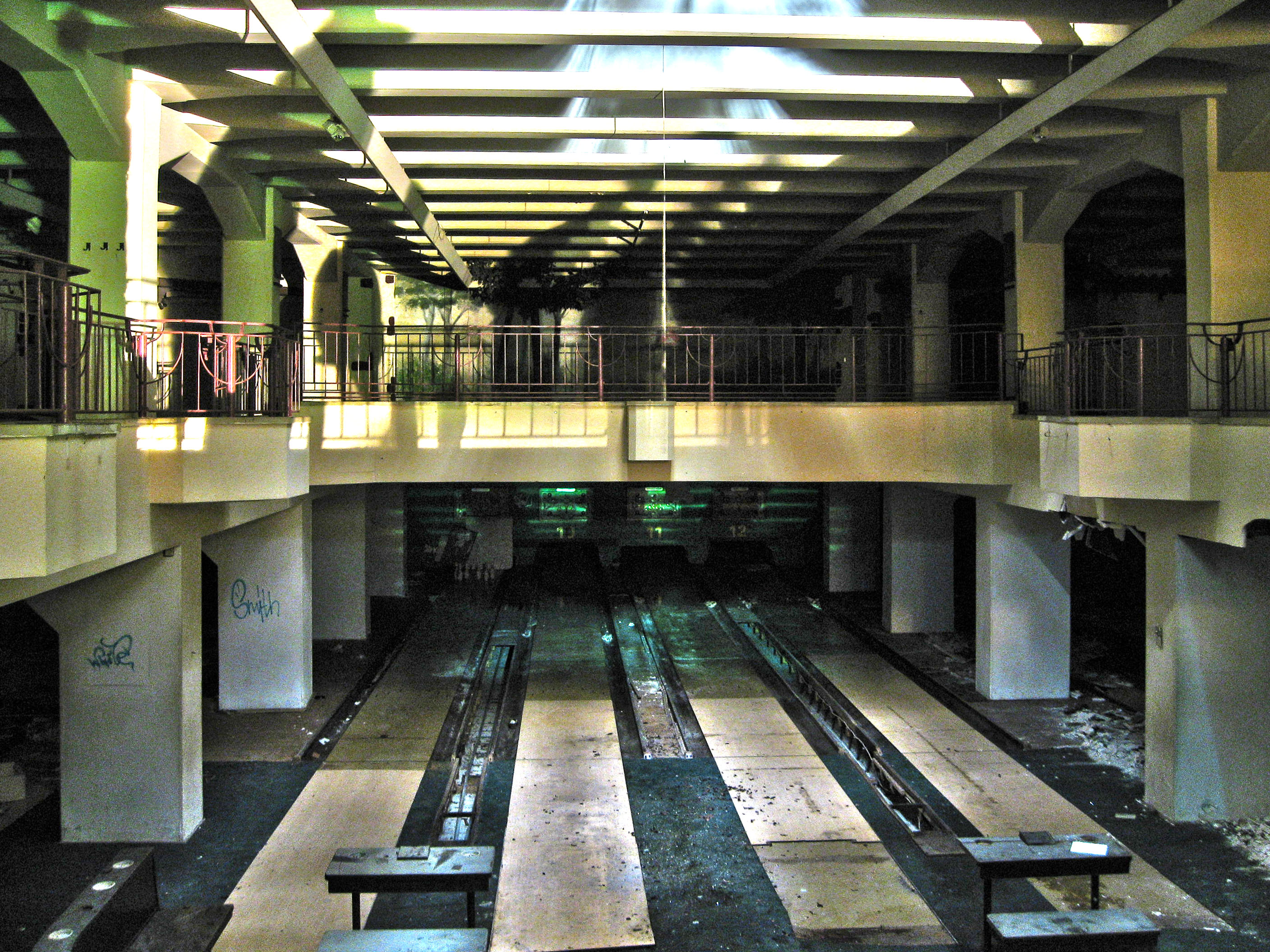
Reste der Bowlingbahnen in der Maschinenhalle (2007)

Zum tiefer liegenden Eingang führen einige Stufen. (Es war aber auch ein behindertengerechter Zugang vorhanden.) Eine geradläufige, von Stahlbetonsäulen flankierte Treppe führt über eine Zwischenebene in die untere Empfangshalle, von der seitlich die beiden Bowlinghallen abgehen. Die Bowlinghallen haben Oberlichtfenster, die auch von außen im Gelände sichtbar sind. Eine gewundene Treppe verbindet die Zwischenebene mit dem hinteren Teil des Erdgeschosses.
Der Bowlingtreff hatte in seinen beiden Hallen acht bzw. sechs Bowlingbahnen. Auf der Balkonebene in der großen Halle standen sechs Billardtische und Spielautomaten vom Typ Poly-Play. Es gab einen Fitnessraum, einen Konferenzraum, eine Skatklause sowie Büroräume. Außer einem Café im Eingangsbauwerk gab es weitere Gastronomieplätze im Untergeschoss, insgesamt Plätze für 310 Gäste.